# Brillion (Wisconsin)
Pour les articles homonymes, voir Brillion.
Brillion est une ville américaine située dans le comté de Calumet, au Wisconsin. Selon le recensement de 2010, sa population est de 3 148 habitants.